# مارتین روئدا
مارتین روئدا (اسپانیایی: Martin Rueda‎؛ زادهٔ ۹ ژانویهٔ ۱۹۶۳) بازیکن سابق و مربی فوتبال اسپانیایی‌تبار اهل سوئیس است.
از باشگاه‌هایی که در آن بازی کرده‌است می‌توان به باشگاه فوتبال لوتسرن و باشگاه فوتبال گراس‌هاپر زوریخ اشاره کرد.
وی همچنین در تیم ملی فوتبال سوئیس بازی کرده‌است.